# Stelian Carabaș
Stelian Carabaș (Medgidia, 2 ottobre 1974) è un ex calciatore rumeno, di ruolo centrocampista.

## Palmarès

### Club

#### Competizioni nazionali
- Campionato rumeno: 1

Steaua Bucarest: 2000-2001
- Coppa di Cipro: 1

Anorthōsis: 2006-2007